# Runway visual range

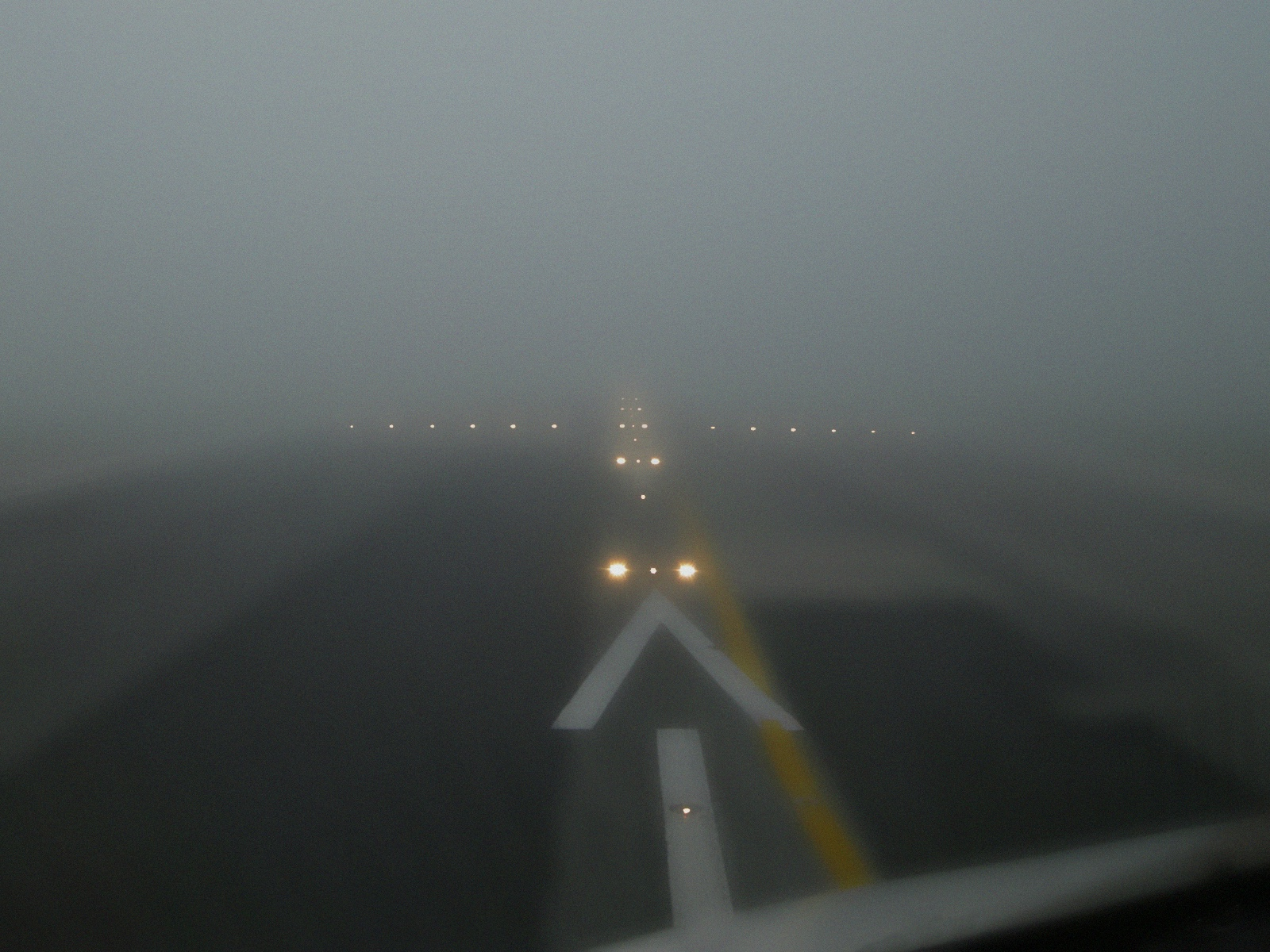
Nadering van startbaan 21 van de luchthaven van Lissabon in mist, de RVR is ongeveer 200 meter.

Het runway visual range (RVR) is de zichtwaarde die middels een transmissometer wordt bepaald langs de landingsbaan op een vliegveld dat geschikt is voor instrumentnaderingen bij slecht zicht (bijvoorbeeld bij gebruik van een instrument landing system (ILS). De zichtwaarde wordt uitgedrukt in meters of in voeten. Meestal zijn er drie meetpunten langs de landingsbaan, alle drie deze zichtwaarden ((en)  touchdown, midway en rollout rvr) worden dan bij de landing meegedeeld aan het landende vliegtuig.
Als de RVR minder is dan 2000 meter, dan wordt deze gepubliceerd in de METAR. De RVR wordt onder meer gebruikt om te bepalen of een bepaalde instrumentlanding mag worden uitgevoerd. Vliegtuigen die zijn uitgerust om op instrumenten te mogen naderen zijn gecertificeerd tot een bepaalde maximumcategorie. Zo mag een toestel dat gecertificeerd is tot ILS Cat. III A landen zolang de RVR minimaal 200 meter is en de piloot vanaf 50 voet (beslissingshoogte) de baan kan zien.

## Galerij

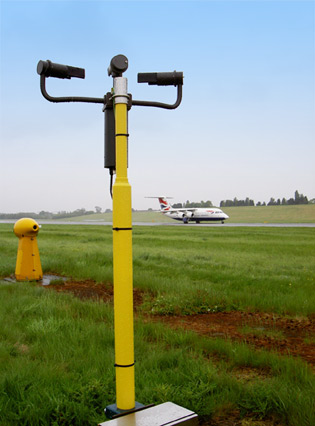
Een AGVIS FSI scatterometer in gebruik voor meting van de RVR.
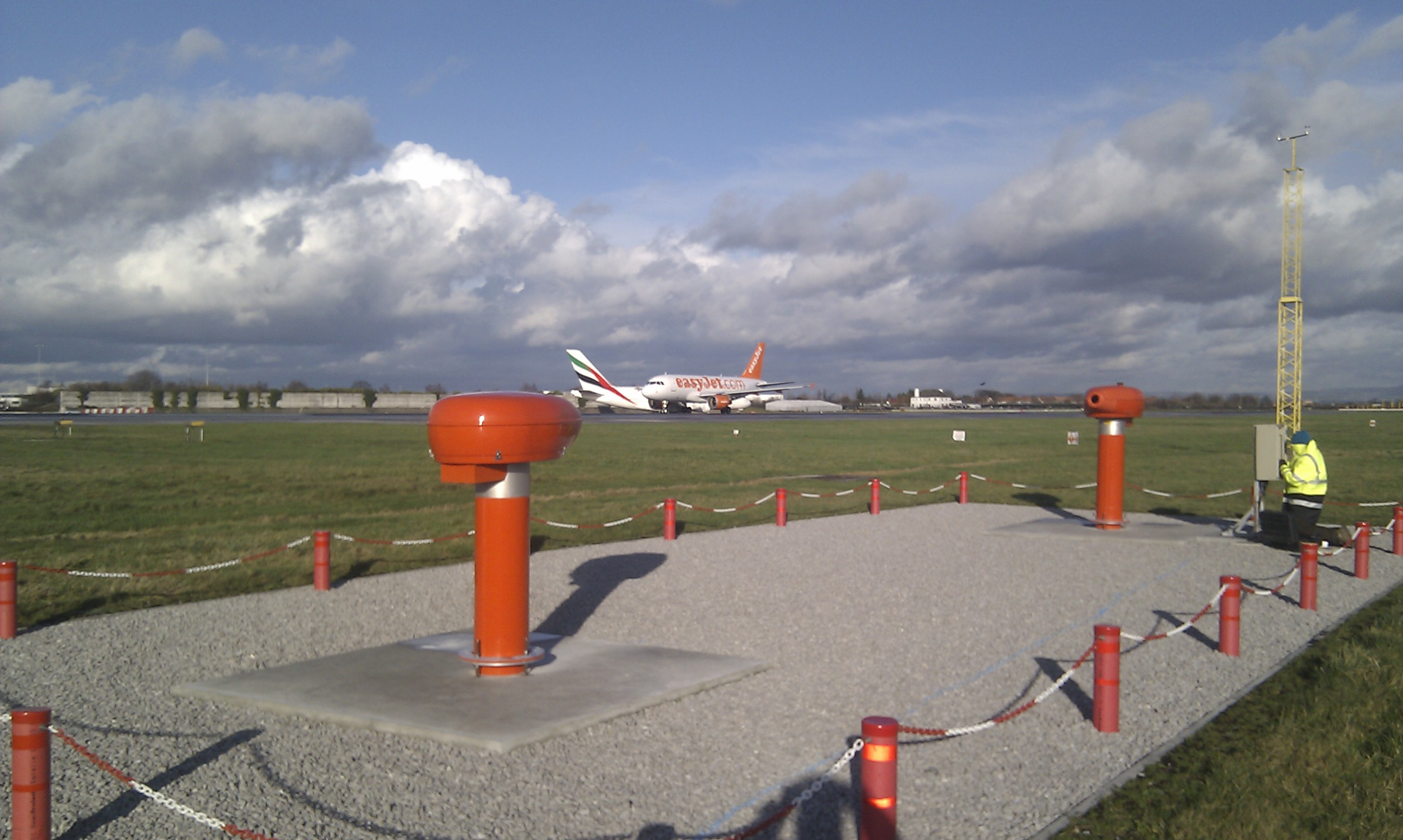
Een AGIVIS 2000 transmissometer in gebruik voor meting van de RVR.